# 島津綱久
島津 綱久（しまづ つなひさ）は、江戸時代前期の薩摩藩の世嗣。官位は従四位上・侍従、薩摩守。

## 生涯
寛永9年（1632年）4月、第2代藩主・島津光久の長男として誕生。母は正室・曹源院殿（伊勢貞豊の娘）。正室は伊予国松山藩2代藩主・松平定頼の長女・真修院殿。側室は記録に残っていない。
慶安4年（1651年）、4代将軍・徳川家綱より、「松平」の名字と、「綱」の一字（偏諱）を賜って松平薩摩守綱久と称する。嫡男として光久の後継者と目されていたが父が長命だったこともあり、延宝元年（1673年）2月、父に先立って42歳で早世した。代わって長男・綱貴が家督を継いだ。

## 逸話
- 剣術示現流宗家師範家の東郷氏と関係があり、東郷重利に子の実満が誕生した時には祝福し、実満を見たがっていたが、叶うことなく綱久は死去したという（示現流聞書喫緊録付録系図）。

## 系譜
- 父：島津光久（1616-1695）
- 母：曹源院殿（1615-1658） - 伊勢貞豊の娘
- 正室：真修院殿 - 松平定頼の長女
  - 長男：島津綱貴（1650-1704） - 3代藩主
  - 長女：酒井忠隆（若狭小浜藩主）正室（1654-1682）
  - 次男：六七（1658-1659） - 夭折
  - 三男：島津久季（1661-1734） - 島津久薫（加治木島津家）の養子
  - 次女：勝姫（1668-1708） - 鳥居忠英（下野壬生藩主）正室